# 스테이크 나이프
스테이크 나이프(Steak knife)는 육류요리의 스테이크등을 자르는 데 사용되는 날카로운 식사용 나이프 칼이다. 양식 나이프라고도 한다. 이것들은 톱니 모양을 포함하는 칼날 부분과  손으로 붙잡기 용이한 손잡이 부분을 특징으로하며 현대 양식 테이블에서 흔히 볼 수있지만  칼의 형태로는 흔하지 않은 잘 설계된 날카로운 칼이다.
|                                  |
| 스테이크 나이프의 톱니 이빨 부분 |

## 같이 보기
- 식칼
- 스위스 군용 칼
- 은장도
- T-Rex